# 1969年ワールドカップバレーボール男子大会
1969年ワールドカップバレーボール男子大会は、1969年にドイツ民主共和国（東ドイツ）で行われた男子バレーボールの国際大会である。第2回ワールドカップバレーボール男子大会として開催された。

## 概要
11カ国（東ドイツはジュニアチームも参加）12チームが参加して争われ、地元東ドイツのレギュラーチームが優勝、同ジュニアチームは最下位という結果だった。
参加国の多くは前回と同じく共産圏の東欧地域が主だったが、日本はミュンヘンオリンピックをにらんだ若手育成策が効果を表し、2位で初の表彰台を獲得した。

## 最終順位
| 1969男子ワールドカップ優勝国 |
| ---------------------------- |
| · 東ドイツ · 初優勝          |

| 順位 | 国               |
| ---- | ---------------- |
| 1    | 東ドイツ         |
| 2    | 日本             |
| 3    | ソビエト連邦     |
| 4    | ブルガリア       |
| 5    | チェコスロバキア |
| 6    | ブラジル         |
| 7    | ルーマニア       |
| 8    | ポーランド       |
| 9    | キューバ         |
| 10   | 西ドイツ         |
| 11   | チュニジア       |
| 12   | 東ドイツJr.      |